# Saint Louis (Seychelles)
Pour les articles homonymes, voir Saint-Louis.
Saint Louis est le plus petit district des Seychelles avec 1,1 km2 et 3 325 habitants. Il est situé sur l'île de Mahé.